# Johan Pettersson Berg
Johan Pettersson Berg, död 1762, var en svensk guldsmed.

## Biografi
Johan Pettersson Berg var från Uppsala. Han arbetade som mästare och bärde 7 augusti 1727 att få ingå i Guldsmedsämbetet i Norrköping. Berg var från 10 september 1735 till 26 september 1750 ålderman vid ämbetet. Han avled 1762.

### Elever
Bland hans elever märks guldsmeden Petter Davidsson i Norrköping och guldsmeden Carl Nilsson Ryberg i Linköping.

### Familj
Berg var gift med Catharina Sievers (1708–1792), dotter till guldsmeden Wolter Sievers i Norrköping och Catharina Bernegau. De fick tillsammans dottern Anna Catharina Berg (1728–1756) som var gift med guldsmeden Petter Davidsson i Norrköping.

## Verklista (urval)
- 1733 – Kalk och paté i Boo kyrka.[2]
- 1735 – Dopskål i Sankt Olai kyrka.[2]
- 1736 – Saltkar i Hallwylska samlingen.[2]
- 1740 – Vinkanna i Tåby kyrka.[2]
- 1744 – Vinkanna i Östra Stenby kyrka.[2]
- 1751 – Dopskål i Furingstads kyrka.[2]
- 1757 – Oblatask i Norra Kedums kyrka.[2]
- 1758 – Kalk i Östra Stenby kyrka.[2]
- 1761 – Vinkanna i Regna kyrka.[2]